# LATAM 아르헨티나의 운항 노선
아래는 LATAM 아르헨티나의 취항지 목록으로 자회사인 LATAM 에콰도르, LATAM 페루, LATAM 칠레, LATAM 콜롬비아도 포함된다.(2019년 12월 현재)
북아메리카
 미국
- 마이애미 - 마이애미 국제공항

남아메리카
 아르헨티나
- 부에노스아이레스
  - 아에로파르케 호르헤뉴베리
  - 미니스토로 피스타리니 국제공항 (에세이사)
  - 바이아블랑카 - 코만다르테 에소포라 공항
  - 코모도로리바다비아 - 헤네랄 엘리케 모스코니 국제공항
  - 코르도바 - 인헤니에로 아에로나르띠꼬 엠브로시오 L.V. 타라벨라 국제공항
  - 엘칼라파테 - 코만다르테 아르만도 톨라 국제공항
  - 멘도사 - 고바노르 프란시스코 가브리엘리 국제공항
  - 네우켄 - 프레시덴테 페론 국제공항
  - 푸에르토이과수 - 카타라타스 델 이과수 국제공항
  - 리오가예고스 - 파일로토 시빌 N. 페르난데스 국제공항
  - 살타 - 마르틴 미겔데 구에메스 국제공항
  - 산카를로스데바릴로체 - 산카를로스데바릴로체 공항
  - 산후안 - 도밍고 파우스티노 사르미엔토 공항
  - 투쿠만 - 테니옌테 벤하민 마티엔소 국제공항
  - 우수아이아 - 우수아이아 국제공항

 브라질
- 상파울루 - 상파울루 구아룰류스 국제공항

 칠레
- 산티아고 - 코모도로 아르투로 메리노 베니테스 국제공항

 페루
- 리마 - 호르헤차베스 국제공항